# Frohna, Missouri
Frohna, Missouri (енгл. Frohna) град је у америчкој савезној држави Мисури.

## Демографија
По попису из 2010. године број становника је 254, што је 62 (32,3%) становника више него 2000. године.
| Група             | 2000.       | 2010.       |
| Белци             | 191 (99,5%) | 253 (99,6%) |
| Афроамериканци    | 0 (0,0%)    | 0 (0,0%)    |
| Азијати           | 0 (0,0%)    | 0 (0,0%)    |
| Хиспаноамериканци | 0 (0,0%)    | 0 (0,0%)    |
| Укупно            | 192         | 254         |